# Neil Gorsuch
Neil McGill Gorsuch (Denver, 29 agosto 1967) è un giurista statunitense, giudice associato della Corte suprema dal 10 aprile 2017.
Il 31 gennaio 2017 è stato nominato giudice associato della Corte Suprema degli Stati Uniti dal Presidente degli Stati Uniti d'America Donald Trump. Il Senato ne ha però bocciato l'elezione il 6 aprile 2017 per 55 voti contro 45 (i voti necessari erano 60 su 100 per la maggioranza qualificata). I Repubblicani, i quali controllavano il Senato, hanno optato per eliminare l'ostruzionismo usando la cosiddetta nuclear option (mai usata per nominare un giudice della Corte Suprema in tutta la storia degli Stati Uniti, ma usata nel 2013 dai Democratici per confermare ufficiali esecutivi dell'amministrazione Obama), che avrebbe consentito di approvare la nomina con una maggioranza semplice di almeno 51 senatori (la nomina ha poi ottenuto 54 voti).

## Biografia
Gorsuch è il primo di tre figli di David Ronald Gorsuch (1937-2001) e di Anne Gorsuch Burford (nata Anne Irene McGill; 1942-2004), una deputata presso la Camera dei deputati del Colorado che successivamente venne nominata dal Presidente Ronald Reagan come prima donna amministratrice della Agenzia per la protezione dell'ambiente. La sua famiglia viveva nel Colorado da quattro generazioni ed era di religione cattolica: il giovane Gorsuch frequentò infatti la scuola Christ the King a Denver. Nel 1985 si diplomò presso la Georgetown Preparatory School, un collegio retto dalla Compagnia di Gesù a Bethesda, nel Maryland. Frequentò quella scuola due classi indietro rispetto a Brett Kavanaugh, che sarebbe diventato anche lui un giudice associato della Corte Suprema degli Stati Uniti su nomina del Presidente Donald Trump.
Ricevette il Bachelor of Arts in scienze politiche dalla Columbia University nel 1988, dove fu membro delle fraternità Phi Beta Kappa e Phi Gamma Delta. Inoltre scrisse per il giornale studentesco Columbia Daily Spectator e ne fondò un altro di propria iniziativa, The Fed. Gorsuch ha poi frequentato la Harvard Law School con una borsa di studio Harry S. Truman. È stato descritto come un conservatore impegnato che ha sostenuto la Guerra del Golfo e i limiti del mandato del Congresso in "un campus pieno di ardenti liberali". L'ex presidente Barack Obama è stato uno dei compagni di classe di Gorsuch alla Harvard Law. Gorsuch è stato tra i responsabili dell'Harvard Journal of Law and Public Policy e si è laureato in giurisprudenza ad Harvard nel 1991 con un dottorato in giurisprudenza cum laude.
Nel 2004, Gorsuch ha ottenuto un dottorato in filosofia giuridica presso l'Università di Oxford, dove ha completato la ricerca sul suicidio assistito e sull'eutanasia come studente post laurea dell'University College di Oxford. Una borsa di studio Marshall gli ha permesso di studiare a Oxford nel 1992-93, dove la sua tesi è stata supervisionata dal filosofo del diritto naturale John Finnis dell'University College di Oxford e dal professor Timothy Endicott del Balliol College, Oxford. Nel 1996, Gorsuch sposò Louise, una donna inglese e campionessa di equitazione della squadra di equitazione di Oxford che incontrò durante il suo soggiorno lì.

## Carriera legale
Gorsuch ha lavorato come impiegato legale per il giudice David B. Sentelle della Corte d'Appello degli Stati Uniti per il circuito DC dal 1991 al 1992 e in seguito per i giudici della Corte Suprema Byron White e Anthony Kennedy dal 1993 al 1994. Gorsuch faceva parte di un gruppo di cinque impiegati legali tra cui c'era Brett Kavanaugh, che all'epoca descrisse Gorsuch cos: "Si è adattato al posto molto facilmente. È solo un ragazzo semplice con cui andare d'accordo. Non ha gomiti aguzzi. Avevamo una vasta gamma di punti di vista, ma ci siamo trovati bene insieme».

### Studio di diritto privato
Invece di entrare in uno studio legale affermato, Gorsuch decise di entrare a far parte della boutique Kellogg, Huber, Hansen, Todd, Evans & Figel (ora Kellogg, Hansen, Todd, Figel & Frederick). Dopo aver vinto il suo primo processo, un membro della giuria ha detto a Gorsuch che la sua arringa assomigliava a quelle di Perry Mason. È stato socio dello studio legale di Washington, dal 1995 al 1997 e partner dal 1998 al 2005. Tra i clienti di Gorsuch c'era il miliardario del Colorado Philip Anschutz. In Kellogg Huber, Gorsuch si è concentrato su questioni commerciali, inclusi contratti, antitrust, frode sui titoli.
Nel 2002, Gorsuch ha scritto un editoriale criticando il Senato per aver ritardato le nomine di Merrick Garland e John Roberts alla Corte d'Appello degli Stati Uniti per il Circuito del Distretto di Columbia, affermando: "I candidati giudiziari più impressionanti sono gravemente maltrattati" dal Senato. Nel 2005, presso Kellogg Huber, Gorsuch ha scritto una breve denuncia di azioni collettive da parte di avvocati per conto degli azionisti. Nel caso di Dura Pharmaceuticals, Inc. v. Broudo, Gorsuch ha sostenuto: "La corsa gratuita verso la ricchezza veloce di cui hanno goduto gli avvocati di azioni collettive in titoli negli ultimi anni sembrava avere un urto" e "il problema è che il contenzioso per frode sui titoli impone un enorme tributo all'economia, colpendo praticamente tutte le società pubbliche in America prima o poi e costando alle aziende miliardi di dollari in accordi ogni anno".

### Dipartimento di Giustizia degli Stati Uniti
Gorsuch è stato vice principale del procuratore generale associato, Robert McCallum, presso il Dipartimento di giustizia degli Stati Uniti dal 2005 al 2006. In qualità di principale vice di McCallum, ha assistito nella gestione delle componenti del contenzioso civile del Dipartimento di giustizia, che includeva le divisioni antitrust, civile, diritti civili, ambiente e fiscalità.
Mentre gestiva la Divisione Civile del Dipartimento di Giustizia, Gorsuch è stato incaricato di tutti i "contenziosi terroristici" derivanti dalla Guerra al Terrore del presidente, difendendo con successo la consegna straordinaria di Khalid El-Masri, combattendo la divulgazione della tortura di Abu Ghraib e gli abusi sui prigionieri e, nel novembre 2005, ispezionando il campo di detenzione di Guantanamo Bay. Gorsuch ha aiutato il procuratore generale Alberto Gonzales a prepararsi per le udienze dopo la rivelazione pubblica della sorveglianza senza mandato della NSA (2001-2007) e ha collaborato con il senatore repubblicano Lindsey Graham nella stesura delle disposizioni del Detainee Treatment Act che tentava di privare i tribunali federali della giurisdizione sui detenuti.

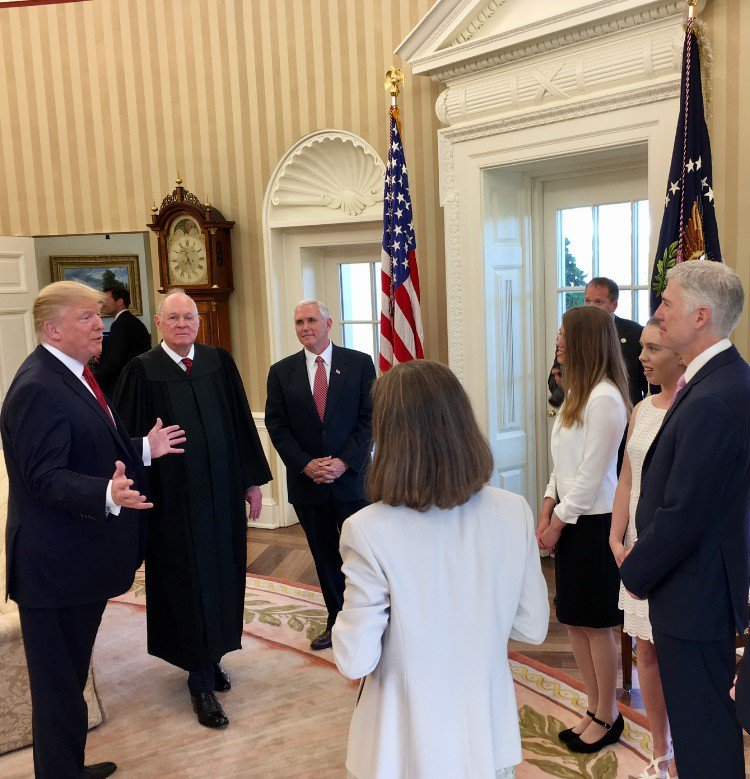
Gorsuch e la famiglia con Donald Trump, Anthony Kennedy e Mike Pence prima del suo giuramento

## Vita privata
Gorsuch si è sposato nel 1996 con Marie Louise, cittadina inglese e campionessa di equitazione della squadra di equitazione di Oxford, incontrata quando lui era a Oxford. Si sono sposati nella chiesa parrocchiale della Chiesa d'Inghilterra a Henley-on-Thames. Vivono a Boulder, in Colorado, e hanno due figlie.
Gorsuch ha in comproprietà una cabina sulle sorgenti del fiume Colorado fuori Granby, Colorado, con i soci di Philip Anschutz. Gli piace la vita all'aria aperta e la pesca a mosca, alleva cavalli e organizza spesso gite sugli sci con colleghi e amici.